# Johann Gottfried Stallbaum
Johann Gottfried Stallbaum, född den 25 september 1793 nära Delitzsch, död den 24 januari 1861 i Leipzig, var en tysk klassisk filolog.
Stallbaum, som var rektor vid Thomasskolan och extra ordinarie professor vid universitetet i Leipzig, var en ovanligt både lärd och flitig forskare. Han efterlämnade vidlyftiga, delvis i flera upplagor utgångna kritiska undersökningar eller kommentarer till Platon, till Jacobs-Rosts Bibliotheca graeca, till Parmenides (med Proklos kommentar), Herodotos med flera. Han bearbetade även Thomas Ruddimans Institutiones grammaticae latinae (1823).